# Damias biagi
Damias biagi là một loài bướm đêm thuộc phân họ Arctiinae, họ Erebidae.